# Skwal

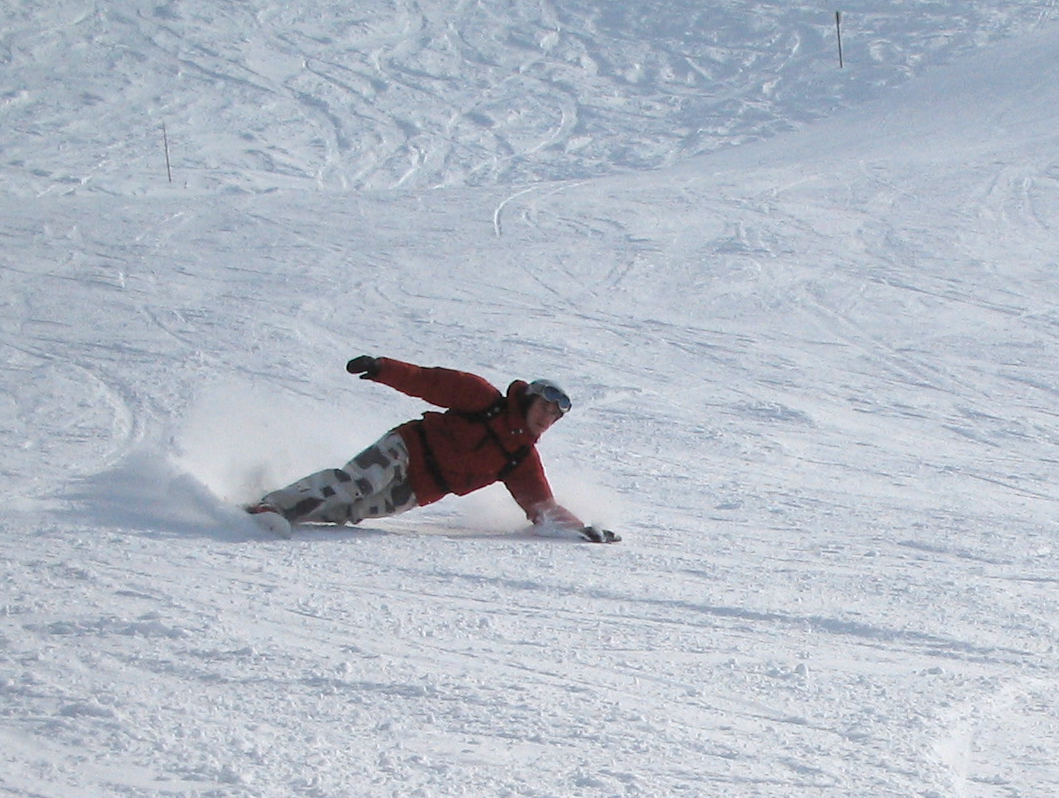
Ívhúzás skwallal

A skwal az extrém carving legextrémebbike. Az ultrakeskeny deszkákon a lábak egymás mögött, a deszkával párhuzamosan helyezkednek el.

## Felszerelés
A skwal deszka első ránézésre egy fél sílécre hasonlít, ugyanakkor annál szélesebb és szerkezetében egy alpin snowboard-deszka. A kötésekhez szükséges megerősítés és inzertek egymás mögött helyezkednek el.

## Használata

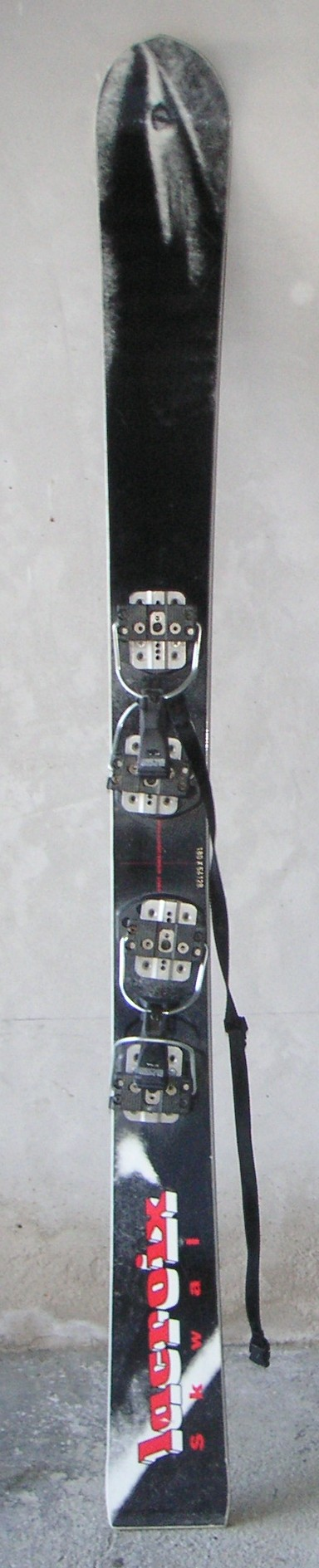
Skwal deszka

A látványos ívek húzásához gyakorlott alpin-snowboardos tudás szükséges. Emellett széles, kifagyott pálya kevés emberrel, mert az ív közepén, fekvő helyzetben nehéz korrigálni, ha becsúszik az útba valaki.

## Versenyek
A versenyzők komoly nemzetközi kupasorozatban mérhetik össze tudásukat. A versenyeken parallel slalom és műlesikló versenyszámokat rendeznek.

## Külső hivatkozások
http://www.skwal.eu/